# Aleksandr Ptuszko
Aleksandr Łukicz Ptuszko (ros. Алекса́ндр Луки́ч Пту́шко, ur. 19 kwietnia 1900, zm. 6 marca 1973) – radziecki reżyser filmowy, scenarzysta, animator, pionier filmu kukiełkowego i trikowego. Ludowy Artysta ZSRR (1969). Nazywany „ojcem radzieckiego filmu kukiełkowego”.

## Życiorys
Swoją działalność artystyczną rozpoczął w 1927 jako projektant lalek. Najpierw tworzył krótkie filmy z komicznymi bohaterami pokazującymi życie w ZSRR (Rozprawa na stadionie, Pan domu), następnie podjął się adaptacji klasyki literatury m.in. dzieł A. Puszkina (Bajka o rybaku i rybce, Bajka o carze Sałtanie, Rusłan i Ludmiła).
Najbardziej znany z wyreżyserowania w 1935 pierwszego w świecie pełnometrażowego filmu kukiełkowego pt. Nowy Guliwer zrealizowanego na podstawie powieści Jonathana Swifta. Znany był również z realizacji takich filmów baśniowych jak Złoty kluczyk (1939), Czarodziejski kwiat (1946), Sadko (1953) oraz Rusłan i Ludmiła.
Został pochowany na Cmentarzu Nowodziewiczym w Moskwie.

## Wybrana filmografia

### Reżyseria
- 1972: Rusłan i Ludmiła
- 1966: Bajka o carze Sałtanie
- 1964: Bajka o zmarnowanym czasie
- 1961: Szkarłatne żagle
- 1956: Trójgłowy smok
- 1953: Sadko
- 1948: Trzy spotkania
- 1946: Czarodziejski kwiat
- 1939: Złoty kluczyk
- 1938: Weseli muzykanci
- 1937: Lis i wilk
- 1937: Bajka o rybaku i rybce
- 1936: Rzepka
- 1935: Nowy Guliwer

### Scenariusz
- 1972: Rusłan i Ludmiła
- 1967: Wij
- 1966: Bajka o carze Sałtanie
- 1938: Weseli muzykanci
- 1937: Bajka o rybaku i rybce
- 1936: Rzepka
- 1935: Nowy Guliwer

## Nagrody
- 1935: Międzynarodowy Festiwal Filmowy w Wenecji (nagroda za najlepszy program filmowy, film  Nowy Guliwer)
- 1946: Międzynarodowy Festiwal Filmowy w Cannes (Nagroda Jury dla najlepszego koloru, film Czarodziejski kwiat)
- 1947: Nagroda Państwowa ZSRR (film Czarodziejski kwiat)[7]
- 1953: 14. MFF w Wenecji (Srebrny Lew za film Sadko)
- 1956: Międzynarodowy Festiwal Filmowy w Jugosławii (Honorowy dyplom reżysera, film Złoty kluczyk)
- 1958: Międzynarodowy Festiwal Filmowy w Edynburgu (Dyplom Honorowy, film Ilja Muromiec)
- 1965: Międzynarodowy Festiwal Filmów dla Dzieci i Młodzieży w Gotwaldowie (Nagroda dla reżysera, film Skazka o potierjannom wriemeni)
- 1968: Wszechzwiązkowy Festiwal Filmowy w Leningradzie (Nagroda, film Bajka o carze Sałtanie)
- 1976: Międzynarodowy Festiwal filmów dla dzieci w Salerno (Specjalna nagrody jury, film Rusłan i Ludmiła)

## Odznaczenia
- Order Czerwonego Sztandaru Pracy (dwukrotnie, w tym w 1944)
- Order Znak Honoru
- Medal 800-lecia Moskwy
- Medal 100-lecia urodzin Lenina
- Medal „Za ofiarną pracę w Wielkiej Wojnie Ojczyźnianej 1941–1945”[8]